# Sudley House

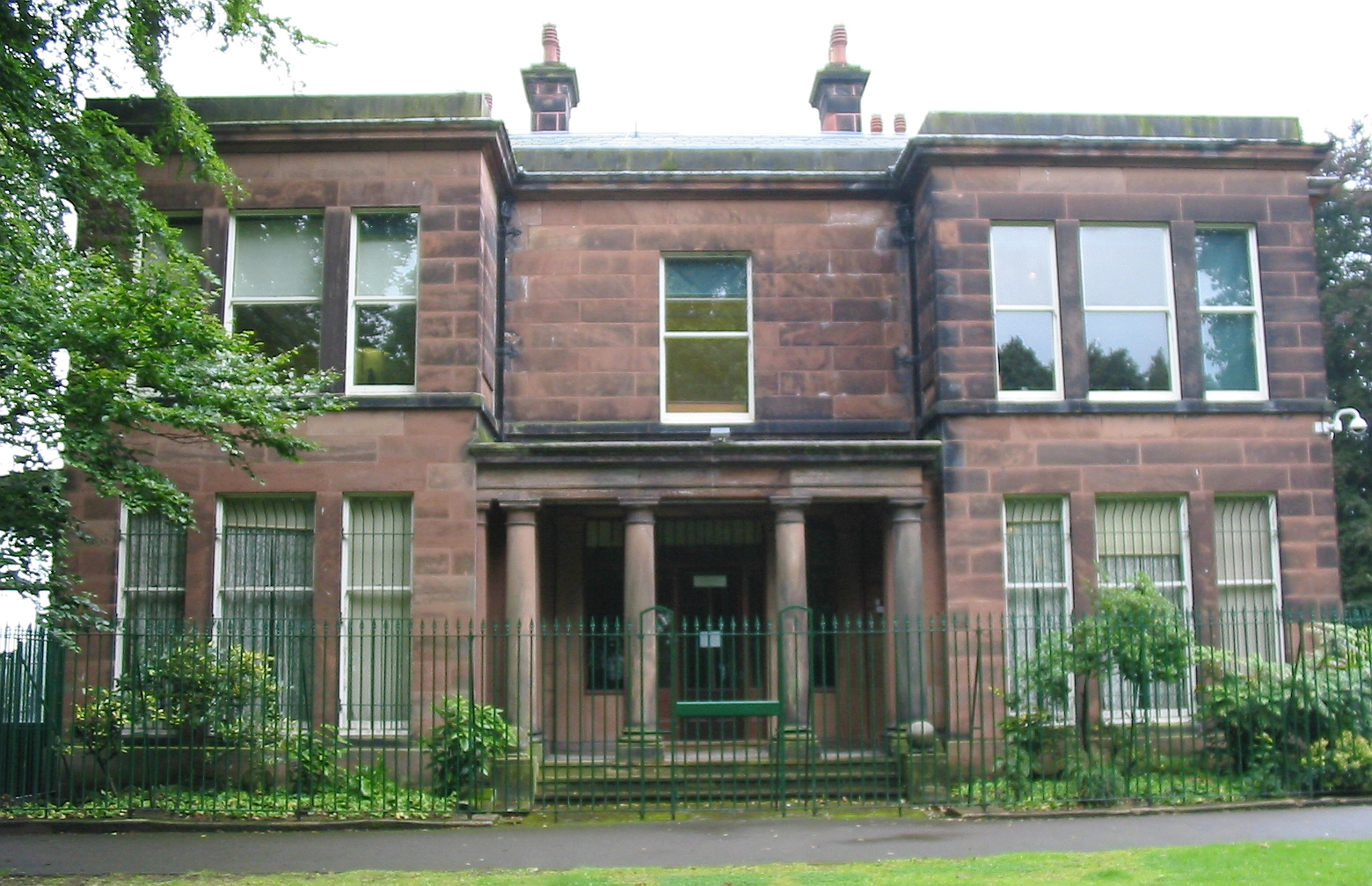
Sudley House, Vorderansicht

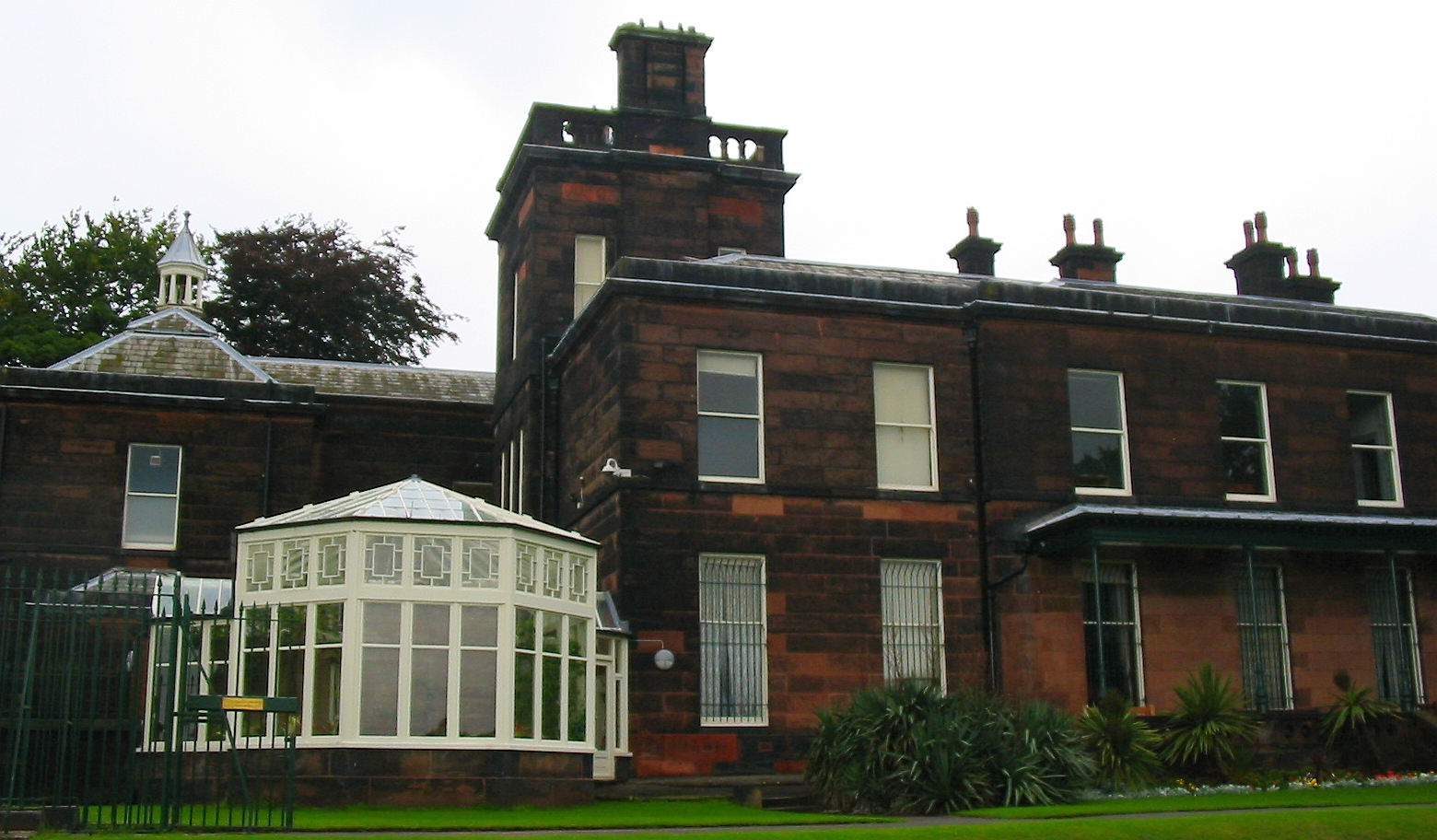
Sudley House, Rückansicht

Das Sudley House in der Mossley Hill Road in Aigsburth, Liverpool (Vereinigtes Königreich), wurde im frühen 19. Jahrhundert von dem wohlhabenden Getreidehändler Nicholas Robinson erbaut. Weder das Jahr des Beginns der Bauarbeiten, noch der ausführende Architekt sind bekannt, doch deutet der Baustil auf die Arbeiten von Thomas Harrison hin, der die Pläne zu zahlreichen in diesem Stil erbauten Gebäuden im Raum Liverpool in den Jahren 1811 bis 1815 entwarf. Robinson bezog das Haus im Jahre 1823 und im folgenden Jahr wurde das Gebäude endgültig fertiggestellt. Das Gebäude liegt inmitten einer großzügigen Grünanlage mit Blick auf den River Mersey. Robinson war in den Jahren 1828–29 zum Bürgermeister der Stadt Liverpool ernannt und bewohnte das Sudley House bis zu seinem Tod im Jahre 1854. Nach ihm bewohnten seine beiden Töchter das Haus bis zu ihrem Tod im Jahr 1883.
Das Anwesen ging 1883 an den Reeder und Kaufmann George Holt. Seine Tochter Emma übereignete Sudley House 1944 der Stadt Liverpool. Heute dient das Anwesen als Kunstmuseum unter Verwaltung der National Museums Liverpool. Es beherbergt die Sammlung von George Holt, die u. a. Arbeiten von Thomas Gainsborough, Joshua Reynolds, Edwin Landseer, John Everett Millais und J. M. W. Turner umfasst. Nach einer zweijährigen Renovierungsphase und Investitionen in Höhe von 1 Million GBP allein in das Mobiliar feierte der Museumsbau am 26. Mai 2007 seine Wiedereröffnung. Der Museumsbau steht unter Denkmalschutz und ist als Gebäude von herausragendem architektonischen und historischen Interesse in der Kategorie II (Grade II) der Statutory List of Buildings of Special Architectural or Historic Interest gelistet. 2019 wurde Sudley House von rund 44.000 Personen besucht. 2024 betrug die Besucherzahl etwa 26.000 Personen.

## Bauliche Veränderungen
George Holt hatte nach dem Erwerb zahlreiche bauliche Veränderungen an dem Gebäude vorgenommen. So verlegte er den Haupteingang von der Ostseite zur Nordseite des Gebäudes und errichtete eine neue Veranda an der Ostseite. Der Westflügel wurde erweitert und u. a. durch einen Turm ergänzt. Noch heute sind zahlreiche dieser seit den 1880er Jahren vorgenommenen Veränderungen gut zu erkennen. Die Kamine, die antiken Tapeten, die Vertäfelungen aus Eichenholz sind gut erhalten. Der aus Marmor geschnittene Kamin im Esszimmer trägt noch immer das Wappen der Familie Holt. Sudley House ist eines der wenigen Häuser, die derart umfassend im viktorianischen Stil erhalten sind. Auch ist es die einzige bestehende Kunstsammlung eines Kaufmanns aus viktorianischer Zeit, deren Kunstwerke noch immer an der Stelle ausgestellt sind, an der sie ihr Sammler hat anbringen lassen.